# Toporî, Rujîn
Toporî (în ucraineană Топори) este o comună în raionul Rujîn, regiunea Jîtomîr, Ucraina, formată numai din satul de reședință.

## Demografie
Componența lingvistică a comunei Toporî
     Ucraineană (99,01%)
     Alte limbi (0,9%)
Conform recensământului din 2001, majoritatea populației comunei Toporî era vorbitoare de ucraineană (99,01%), existând în minoritate și vorbitori de alte limbi.